# Kamień runiczny z Sälna

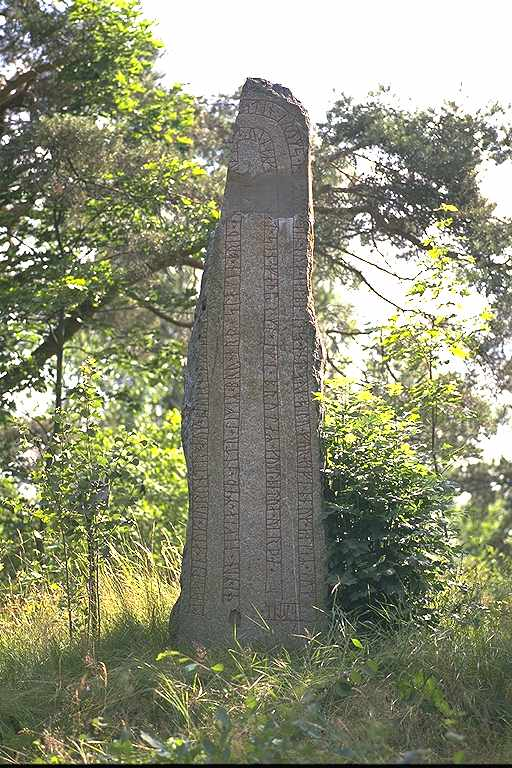
Kamień runiczny z Sälna

Kamień runiczny z Sälna (U 323) – pochodzący z końca X wieku kamień runiczny, znajdujący się w Skånela w gminie Sigtuna w szwedzkiej prowincji Uppland.
Głaz ma 3,1 m wysokości. Mierzy 0,8 m szerokości u podstawy i stopniowo zwęża się ku górze, gdzie jego szerokość wynosi 0,6 m. Wystawiony został ku czci zmarłego mężczyzny przez jego synów, którzy umieścili na kamieniu inskrypcję wyrażającą troskę o zbawienie ojca. Pierwotnie ustawiony był w pobliżu mostka w miejscowości Sälna. W 1820 roku ówcześni właściciele pobliskiego zameczku Skånelaholm postanowili przenieść go jako ozdobę na wzgórze w przypałacowym ogrodzie. Głaz jednak okazał się podczas transportu za ciężki i został rozbity na części, z których jedna stanęła w ogrodzie, zaś dwie inne umieszczono jako elementy bramy wjazdowej do posiadłości. Zaginęła wówczas górna część głazu, zaś inskrypcja została częściowo uszkodzona. Wszystkie zachowane części kamienia połączono ponownie w 1940 roku.
Na kamieniu wyryta jest inskrypcja runiczna o treści:
× iystin × auk × iuruntr × auk × biurn × þiR [× byryþr × risþu] ... ...stin × trums × f[aþur] × sin × kuþ × ihlbi × ons × ont × auk × selu + fur+kifi × onum × sakaR × auk × sutiR × × hi × mun × ligia × meþ + altr + lifiR × bru × hrþ×slagin × briþ × e[ft × k]uþ-- suenaR k[arþu ×] at × sin × faþur × mo × igi × brutaR×kuml × betra × uerþa +
Co znaczy:
Östen i Jorund i Björn, oni bracia wznieśli [ten kamień po] ...-drums swym ojcu. Boże pomóż jego duchowi i duszy, wybacz jemu zbrodnie i grzechy. Zawsze powinien leżeć, w czasie gdy żyją ludzie, most, mocno ubity, szeroki, po tym dobrym. Swewowie uczynili ten (most) po swym ojcu. Nie może powstać lepszy pomnik.
Ponadto z tyłu głazu znajduje się współczesna inskrypcja pamiątkowa wyryta po przeniesieniu kamienia w 1820 roku. Żona ówczesnego właściciela posiadłości Skånelaholm, Johna Jenningsa, Sophie Eleonore Rosenhane, uczciła nią pamięć zmarłej młodo pierwszej małżonki swojego męża, Hedvig Margarety Hamilton.